# Біла куріпка
Біла куріпка (Lagopus) — рід невеликих птахів підродини тетерукових (Tetraoninae). До роду входять три види з численними описаними підвидами. Поширені в Північній півкулі в тундрі і на болотах та в перелісках лісової зони і лісостепу Західного Сибіру, в Прибалтиці та Білорусі. До 19 століття гніздилась, а тепер залітає в північні райони Сумщини, Чернігівщини й Житомирщини. В голоцені проникала в лісостеп і степ до Карпат і Криму включно.

## Таксономія та етимологія
Рід Lagopus був виявлений французьким зоологом Матюреном Жаком Бріссоном у 1760 році, він визначив куріпку білу (Lagopus lagopus) типовим видом роду.  Латинська назва роду це поєднання lagos (λαγος ) — «заєць» та pous (πους) — «стопа», оскільки п'ятки та пальці птахів оперені.
Українське слово «куріпка» є запозиченим і утворилось в результаті закономірного спрощення важкої для вимови групи приголосних, що виникла після занепаду редукованих голосних у словах куропатка, куріптка.

## Опис

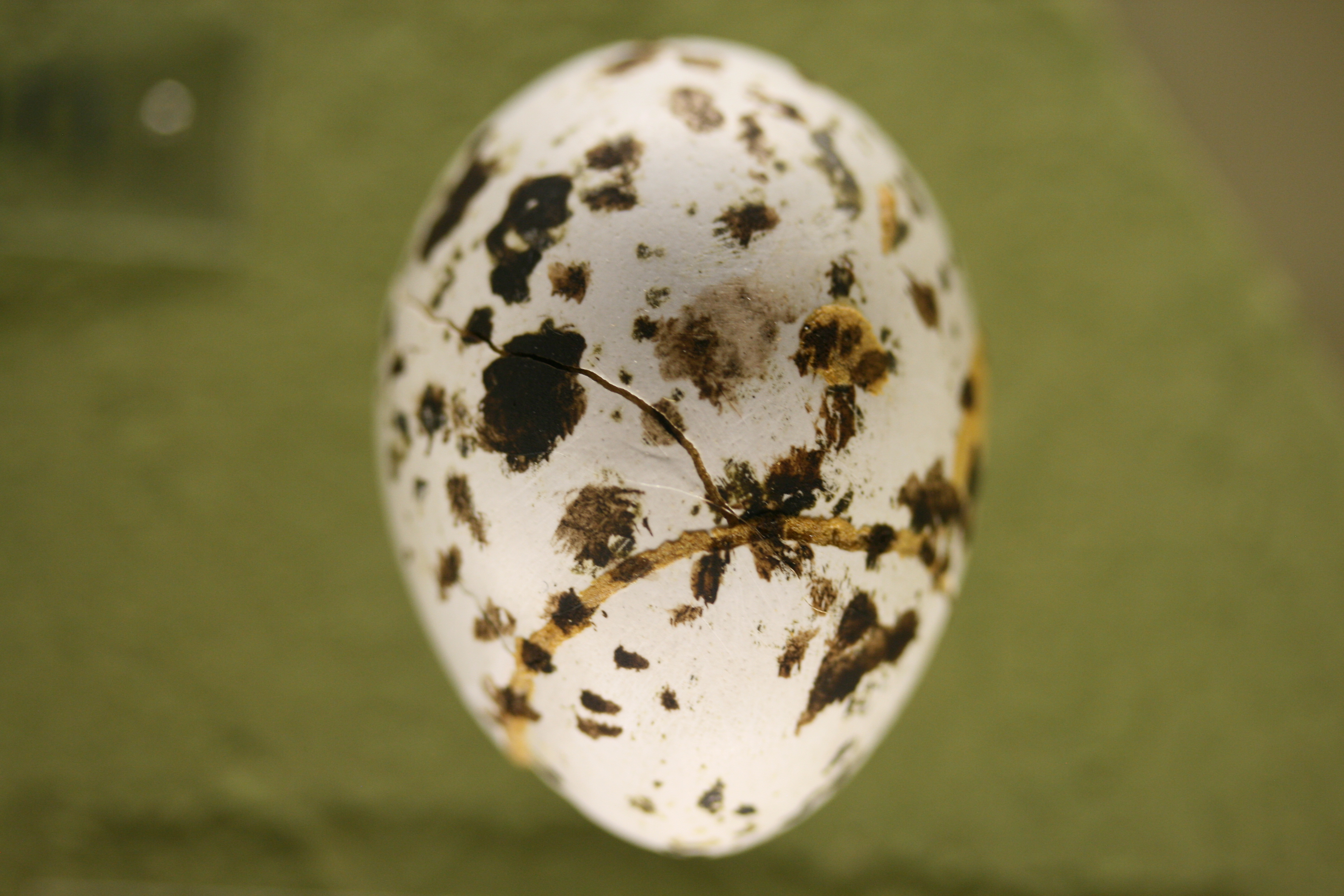
Яйце куріпки

Куріпки пристосовані до життя в холодних кліматичних умовах. Куріпка біла живе в тайгових регіонах, куріпка білохвоста розповсюджена у лісах Північної Америки, а куріпка тундрова живе в арктичних та гірських районах Євразії та Північної Америки. 
Усі види, окрім одного підвиду куріпки білої (L. lagopus scoticus) мають зимою біле пір'я, що допомагає їм бути непомітними на фоні снігу. У самців навесні шия і голова стають шоколадно або червонувато-коричневими, до основи шиї — темніше, до чорного. Решта оперення залишається білим, але серед нього на спинній стороні бувають окремі коричневі пір'я, розкидані без певного порядку. Іноді таких пір'я буває багато, особливо у самців, що мешкають в лісостепу і в тайзі. Наприкінці весни біле оперення, а частково - і коричневі пір'я голови і шиї, змінюються на строкато-рудий. У самок постійного весняного наряду немає, вони набувають літній наряд швидко і набагато раніше самців, перед гніздуванням. У літньому вбранні у самців і самок все оперення вохристо-руде, з поперечними чорними плямами, самці відрізняються від самок наявністю коричневого пір'я на голові та шиї.
Зимою пір'я довше, краще розвинутий пух. Біле пір'я не містять пігменту і містить кисень – поганий провідник тепла, тому зимове вбрання краще захищає куріпку від холодів. Линяння проходить три рази на рік. На пальцях зимою розвиваються довгі плоскі кігті, які допомагають птаху легше бігати по снігу і викопувати ямки для відпочинку. Влітку кігті стають коротшими, а густе оперення пальців зникає після першого линяння.
Куріпки — це осілі птахи, витривалі в суворих умовах довкілля, живляться рослинною їжею, але пташенята також їдять мурах. 
Гніздо розташовує на болоті чи його краю, обираючи для цього більш-менш сухе місце. Кладка з 5-20, частіше 8-12 яєць. Забарвлення яєць блідо-жовте з коричневими або буруватими плямами різної величини. Пігментація яєць густіша, ніж у тетерука: плями займають більшу частину площі шкарлупи.

## Види
У роді є чотири види: 
- Куріпка біла (Lagopus lagopus Linnaeus, 1758)
- Куріпка шотландська (Lagopus scotica Latham, 1787)
- Куріпка тундрова (Lagopus muta Montin, 1781)
- Куріпка білохвоста (Lagopus leucurus Richardson, 1831)